# アストリッド (人工衛星)
アストリッド1号(Astrid-1)とアストリッド2号(Astrid-2)は、スウェーデン国立宇宙委員会のためにスウェーデン宇宙公社が設計、展開した小型衛星である。コスモス3Mでプレセツク宇宙基地から、アストリッド1号は1995年1月24日、アストリッド2号は1998年12月10日に打ち上げられた。

## アストリッド1号
スウェーデンで最初の小型衛星であり、ロシアの測位衛星Tsikadaとアメリカ合衆国の通信衛星FAISATに相乗りする形で打ち上げられた。
PIPPI (Prelude in Planetary Particle Imaging)と名付けられた高エネルギー中性原子撮像装置、EMIL (Electron Measurements - In-situ and Lightweight)と名付けられた電子分光計、1つは地球のオーロラを撮影、もう1つは地球コロナのライマンα線を観測するための、MIO (Miniature Imaging Optics)と名付けられた2つの紫外線撮像装置等を搭載する。これらのペイロードは、スウェーデン宇宙物理学研究所で開発され、ロシアの科学者の提案で、アストリッド・リンドグレーンの著書の登場人物から名付けられた。
3月1日、恐らくは短絡のために機器を稼働させるための直流入力直流出力電源が故障し、ミッションは終了した。しかし、衛星は9月27日まで軌道に留まり、様々なソフトウェアのアルゴリズムやストアアンドフォワード通信のテストベッドとして用いられた。
人工衛星は1年以内に製造され、打上げも含めた費用は140万ドルであった。

## アストリッド2号
アストリッド2号は、スウェーデンで2番目の小型衛星であり、ロシアの測位衛星Nadezhda 5に相乗りして打ち上げられた。
スウェーデン宇宙物理学研究所とスウェーデン王立工科大学によって製造され、EMMA (Electrical and Magnetic field Monitoring of the Aurora)、LINDA (Langmuir INterferometer and Density experiment for Astrid-2)、MEDUSA (Miniaturized Electrostatic DUal-tophat Spherical Analyzer)、PIA (Photometers for Imaging the Aurora)等の機器を搭載した。電離圏上層の電場や磁場を探索し、中性粒子、荷電粒子、電子の密度を測定した。